# داكين ماتيوس
داكين ماتيوس (بالإنجليزية: Dakin Matthews)‏ (و. 1940  م) هو كاتب مسرحي، ومخرج مسرحي، ومدرس، وممثل مسرحي، وممثل أفلام، وممثل تلفزي، ومؤدي أصوات أمريكي، ولد في أوكلاند، كاليفورنيا.

## التعليم
تعلم في مدرسة جوليارد
.

## جوائز
حصل على جوائز منها:

Drama Desk Special Award ‏ (2004)

## وصلات خارجية
- داكين ماتيوس على موقع IMDb (الإنجليزية)
- داكين ماتيوس على موقع قاعدة بيانات الأفلام العربية
- داكين ماتيوس على موقع ألو سيني (الفرنسية)
- داكين ماتيوس على موقع ميوزك برينز (الإنجليزية)
- داكين ماتيوس على موقع أول موفي (الإنجليزية)
- داكين ماتيوس على موقع قاعدة بيانات برودواي على الإنترنت (الإنجليزية)
- داكين ماتيوس على موقع قاعدة بيانات الأفلام السويدية (السويدية)
- داكين ماتيوس على موقع إن إن دي بي (الإنجليزية)
- داكين ماتيوس على موقع ديسكوغز (الإنجليزية)
- داكين ماتيوس على موقع قاعدة بيانات الفيلم (الإنجليزية)